# Исмаилов, Гурбан Ибрагим оглы
Исмаилов Гурбан Ибрагим оглы (азерб. Qurban İbrahim oğlu İsmayılov; род. 12 июня 1960, Агджабеди) — азербайджанский театральный и киноактёр. Народный артист Азербайджана (2018).

## Биография
Гурбан Исмаилов родился 12 июня 1960 года в Агджабеди. В 1985 году окончил факультет драмы и киноактёрского мастерства Азербайджанского государственного института искусств. Некоторое время работал в фольклорном театре «Насими» и учебном театре АДМИУ. С 1989 года является актёром Азербайджанского государственного молодёжного театра, с 1 мая 2009 года — Азербайджанского государственного театра юного зрителя. 
В 1995 году получил награду за лучшую мужскую роль на Первом экспериментальном театральном фестивале от Союза театральных деятелей Азербайджана за роль второго эмигранта в пьесе С. Мрожека «Эмигранты». 
С 1993 года является членом Союза театральных деятелей Азербайджана, с 2006 года — членом Союза кинематографистов Азербайджана. 
13 апреля 2014 года награждён Почётной грамотой Министерства культуры Республики Калмыкия за достижения в укреплении международных культурных связей.
9 мая 2012 года присвоено звание заслуженного артиста, 1 августа 2018 года — звание Народного артиста. Неоднократно удостаивался Президентской премии: 30 апреля 2014 года, 6 мая 2015 года, 6 мая 2016 года, 1 мая 2017 года, 9 мая 2018 года, 10 мая 2019 года, 7 мая 2020 года, 7 мая 2021 года и 10 мая 2022 года. 
В 2014 году удостоен премии «Хумай» за роль слепого отца в спектакле «Я пришёл, девушки» («Война»). 
В 2017 году за роль в фильме «Гранатовый сад» получил награду за «Лучшую мужскую роль» на 13-м Евразийском международном кинофестивале.
10 марта 2021 года награждён медалью «Художник», учреждённой Союзом театральных деятелей Азербайджана.
6 мая 2023 года удостоен персональной пенсии Президента Азербайджана за заслуги в развитии культуры Азербайджана.

## Роли в театре
- «Лейли и Меджнун» (М. Физули) — Автор
- «Гурбанали бэй» (Дж. Мамедкулизаде) — Гурбанали бэй
- «Мертвые» (Дж. Мамедкулизаде) — Хаджи Хасан ага
- «Гамлет» (У. Шекспир) — Гамлет
- «Макбет» (У. Шекспир) — Макбет
- «Сон в летнюю ночь» (У. Шекспир) — Гвидо Ник
- «Меры против мер» (У. Шекспир) — Комендант
- «День убийства» (Ю. Самедоглу) — Доктор Махмуд
- «Последний приказ генерала» (В. Самедоглу) — Сталин
- «Самоубийство» (В. Самедоглу) — Ашот
- «IV Кин» (Г. Гори) — Эдмунд Кин
- «Забудьте Нерострата» (Г. Гори) — Нерострат
- «Немного подойдёте?» (Э. Несин) — Мате Уста
- «Шах Исмаил или все те, кто вас любит, здесь» (К. Абдулла) — Профессор
- «Кто сказал, что есть симург» (К. Абдулла) — Капитан
- «Живая жизнь» (Т. Курбан) — Хаджи Зейналабдин Тагыев
- «Шейх Сенан» (Г. Джавид) — Платон
- «Сказание Хырс-Гулдурбасан» (М. Ф. Ахундов) — Диванбеги
- «Виктория» (К. Хамсун) — Учитель
- «Наконец-то кончилось» (П. Туррини) — Мужчина
- «Ромео и Джульетта» (У. Шекспир) — Лоренсо
- «Я пришёл, девушки» (Л. Нурен) — Д
- «Кровавый крест в Коннемаре» (М. Макдоннел) — Мик Дауд
- «Адреса из ада» (Э. Хаквердиев) — Дервиш

## Фильмография
- «Шестое отделение» (фильм, 1994)
- «Расстрел переносится» (фильм, 2002)
- «Истина мгновения» (фильм, 2003)
- «Немой» (фильм, 2003)
- «Игра» (фильм, 2003)
- «Заложник» (фильм, 2005)
- «Ложь» (фильм, 2005)
- «Рами» (фильм, 2007)
- «Доброе утро, мой ангел!» (фильм, 2008)
- «Крепость» (фильм, 2008)
- «Театральная жизнь» (фильм, 2009)
- «Рейс в Стамбул» (фильм, 2010)
- «Качели гробовщика» (фильм, 2012)
- «Записи дервиша» (фильм, 2013)
- «Не умирай без мести. Письма из прошлого» (фильм, 2013)
- «Аидын» (фильм, 2013)
- «Дыхание шакала» (фильм, 2013)
- «Художник» (короткометражный художественный фильм, 2015)
- «Незаконченные воспоминания» (фильм, 2015)
- «100 бумаг» (фильм, 2015)
- «Али и Нино» (фильм, 2015)
- «Танец добра и зла» (фильм, 2015)
- «Операция «Обувь» (фильм, 2016)
- «Дом отца» ((художественный сериал, 2017)
- «Гранатовый сад» (фильм, 2017)
- «Последнее заседание» (фильм, 2018)
- «Прощай, Шмидт!» (фильм, 2019)
- «Олимпия» (фильм, 2021)
- «Сугра и её сыновья» (фильм, 2021)
- «Мраморный холод» (фильм, 2022)
- «Тагиев: Нефть» (фильм, 2024)[17]
- «Гражданин А» (многосерийный фильм, 2024)